# Поляна (курорт)
Поляна — курортний центр Закарпаття, який включає в себе і гірськолижний курорт, розміщений в селі Поляна.

## Курорт
Курорт Поляна має багатовікову історію. Вперше мінеральну воду розливали у Поляні ще у ХІХ ст. Мінеральну воду називали «Поляною квасовою» й «Лужанською» і вживали як столову воду. Згодом вона почала використовуватися для лікування захворювань шлунка. Джерела знаходились у володінні графа Шенборна. З 1842 по 1911 рр. «Поляна Квасова» відзначалася 21 раз на міжнародних конкурсах як одна з найкращих мінеральних вод у Центральній Європі. У 1868 р. на березі річки Мала Пиня було збудовано «Полянську купіль» з 40 помешканнями і 20 ванними кабінами. В 30-х роках минулого століття Поляна була одним із найвідоміших європейських курортів, який пропонував цілорічне лікування. В 1946 році був відкритий санаторій «Поляна».